# Rob Wilkinson
Rob Wilkinson (ur. 22 lutego 1992 w Hobart) – australijski zawodnik mieszanych sztuk walki (MMA) wagi średniej i półciężkiej. Były zawodnik UFC. Aktualnie związany z organizacją PFL, w której w 2022 roku był zwycięzcą turnieju wagi półciężkiej.

## Życiorys
Wilkinson urodził się w Hobart, w Australii, gdzie obecnie mieszka. Treningi sztuk walki rozpoczął treningi w wieku 17 lat w klubie Hybrid Training Centre, w Hobart, a przed rozpoczęciem kariery w MMA był trenerem personalnym. Zaczął trenować MMA po obejrzeniu i zainspirowaniu się filmem Randy’ego Couture’a na YouTube, po którym od razu zakochał się w tym sporcie.

## Osiągnięcia

### Mieszane sztuki walki
- BRACE
  - 2014: Mistrz Brace w wadze średniej
- Australian Fighting Championship
  - 2016: Mistrz AFC w wadze średniej[8]
- Hex Fight Series
  - 2021: Mistrz Hex Fight Series w wadze półciężkiej[9]
- Professional Fighters League
  - 2022: Zwycięzca turnieju PFL w wadze półciężkiej[5]

## Lista zawodowych walk w MMA
| Wynik     | Bilans   | Przeciwnik (bilans przed walką)    | Rozstrzygnięcie                             | Runda | Czas | Rozgrywki                                | Data       | Miejsce        | Uwagi |
| --------- | -------- | ---------------------------------- | ------------------------------------------- | ----- | ---- | ---------------------------------------- | ---------- | -------------- | --- |
| Przegrana | 19-4 (1) | Phil Davis (24-7. 1 NC)            | TKO (ciosy pięściami)                       | 2     | 0:51 | PFL 2025 World Tournament: First Round 4 | 01.05.2025 | Orlando        | Ćwierćfinał turnieju PFL 2025 w wadze półciężkiej. Main Event. |
| Przegrana | 19-3 (1) | Dowledżchan Jagszimuradow (23-7-1) | Decyzja (jednogłośna)                       | 3     | 5:00 | PFL 8: 2024 Playoffs                     | 16.08.2024 | Hollywood      | Półfinał sezonu regularnego PFL 2024 w wadze półciężkiej |
| Wygrana   | 19-2 (1) | Josh Silveira (13-2)               | Decyzja (niejednogłośna)                    | 3     | 5:00 | PFL 5: 2024 Regular Season               | 21.06.2024 | Salt Lake City | Playoffy sezonu regularnego PFL 2024 w wadze półciężkiej |
| Wygrana   | 18-2 (1) | Tom Breese (18-4)                  | TKO (kolano i ciosy pięściami w parterze)   | 1     | 1:10 | PFL 2: 2024 Regular Season               | 12.04.2024 | Las Vegas      | Playoffy sezonu regularnego PFL 2024 w wadze półciężkiej. Main Event |
| Nieodbyta | 17-2 (1) | Thiago Santos (22-11)              | Decyzja (jednogłośna)                       | 3     | 5:00 | PFL 1: 2023 Regular Season               | 01.04.2023 | Las Vegas      | Playoffy sezonu regularnego PFL 2023 w wadze półciężkiej. Santos i Wilkinson zostali złapani na stosowaniu dopingu, w związku z czym wynik pojedynku został zmieniony na no contest. Początkowo zwycięstwo Australijczyka przez jednogłośną decyzję sędziów. |
| Wygrana   | 17-2     | Omari Akhmedov (24-7-1)            | TKO (przerwanie przez lekarza)              | 2     | 5:00 | PFL 10: 2022 Championships               | 25.11.2022 | Nowy Jork      | Finał turnieju PFL 2022 w wadze półciężkiej. |
| Wygrana   | 16-2     | Delan Monte (9-2)                  | KO (kolano)                                 | 1     | 1:37 | PFL 7: 2022 Playoffs                     | 05.08.2022 | Nowy Jork      | Półfinał turnieju PFL 2022 w wadze półciężkiej. |
| Wygrana   | 15-2     | Viktor Pešta (18-7)                | TKO (ciosy pięściami)                       | 1     | 3:03 | PFL 4: 2022 Regular Season               | 17.06.2022 | Atlanta        | Playoffy sezonu regularnego PFL 2022 w wadze półciężkiej. |
| Wygrana   | 14-2     | Bruce Souto (15-3)                 | TKO (ciosy kolanami i pięściami)            | 2     | 0:46 | PFL 1: 2022 Regular Season               | 20.04.2022 | Arlington      | Playoffy sezonu regularnego PFL 2022 w wadze półciężkiej. |
| Wygrana   | 13-2     | Daniel Almeida (9-6)               | KO (cios)                                   | 1     | 1:22 | Hex Fight Series 21                      | 09.04.2021 | Melbourne      | Zdobył pas mistrzowski Hex Fight Series w wadze półciężkiej. |
| Wygrana   | 12-2     | Dylan Andrews (18-10)              | Poddanie (duszenie gilotynowe)              | 1     | 3:03 | Australian Fighting Championship 23      | 01.12.2019 | Melbourne      | Debiut w wadze półciężkiej. |
| Przegrana | 11-2     | Israel Adesanya (11-0)             | TKO (ciosy pięsciami)                       | 2     | 3:37 | UFC 221                                  | 11.02.2018 | Perth          | |
| Przegrana | 11-1     | Siyar Bahadurzada (22-6-2)         | TKO (ciosy pięściami)                       | 2     | 3:10 | UFC Fight Night: Struve vs. Volkov       | 02.09.2017 | Rotterdam      | Debiut w UFC |
| Wygrana   | 11-0     | Alexander Poppeck (7-0)            | Poddanie (duszenie zza pleców)              | 1     | 3:51 | Euro Fighting Championship 1             | 01.10.2016 | Espoo          | |
| Wygrana   | 10-0     | Jamie Abdallah (7-0)               | TKO (ciosy pięściami)                       | 3     | 4:07 | Australia Fighting Championship 15       | 19.03.2016 | Melbourne      | Zdobył pas mistrzowski AFC w wadze średniej. |
| Wygrana   | 9-0      | Daniel Schuardt (2-0)              | Poddanie (duszenie gilotynowe)              | 1     | 3:48 | Australia Fighting Championship 14       | 12.09.2015 | Melbourne      | |
| Wygrana   | 8-0      | Gerhard Voigt (6-4)                | Poddanie (duszenie zza pleców)              | 1     | 3:45 | Brace For War: Tournament Season 1 Final | 22.11.2014 | Canberra       | Zdobył pas mistrzowski Brace w wadze średniej. |
| Wygrana   | 7-0      | Rick Alchin (8-8)                  | TKO (łokcie)                                | 1     | 4:16 | Brace For War 28                         | 08.08.2014 | Sydney         | |
| Wygrana   | 6-0      | Kitt Campbell (1-0)                | Poddanie (duszenie trójkątne rękoma)        | 1     | 1:32 | Brace For War 27                         | 17.05.2014 | Canberra       | |
| Wygrana   | 5-0      | Ben Kelleher (9-3)                 | Decyzja (jednogłośna)                       | 3     | 5:00 | Submission 4                             | 17.08.2013 | Alice Springs  | |
| Wygrana   | 4-0      | Ady Sutton (1-0)                   | Poddanie (dźwignia prosta na staw łokciowy) | 1     | 3:47 | Valor Fight 3                            | 08.12.2012 | Launceston     | |
| Wygrana   | 3-0      | Ty Sharp (0-1)                     | Poddanie (duszenie zza pleców)              | 1     | 1:42 | Sport Fight 31                           | 04.08.2012 | Manson         | |
| Wygrana   | 2-0      | Marc Gehret (2-2-1)                | TKO (ciosy pięściami)                       | 1     | 4:55 | Brace For War 14                         | 12.02.2012 | Canberra       | |
| Wygrana   | 1-0      | Dallas Wilkinson-Reed (0-0)        | TKO (ciosy pięściami)                       | 1     |      | Brace For War 12                         | 15.11.2011 | Hobart         | |

## Lista walk w boksie
| Wynik   | Bilans | Przeciwnik (bilans przed walką) | Rozstrzygnięcie | Runda, czas | Data       | Miejsce | Uwagi                                                                          |
| ------- | ------ | ------------------------------- | --------------- | ----------- | ---------- | ------- | ------------------------------------------------------------------------------ |
| Wygrana | 1-0    | Jayden Joseph (10-4-1)          | TKO             | 5 (8), 1:37 | 30.10.2021 | Hobart  | Debiut w boksie. Zdobył wakujący tytuł mistrza stanu Tasmania w wadze ciężkiej |

## Lista walk w kick-boxingu
| Wynik   | Bilans | Przeciwnik (bilans przed walką) | Rozstrzygnięcie          | Runda | Czas | Rozgrywki                          | Data       | Miejsce | Uwagi                |
| ------- | ------ | ------------------------------- | ------------------------ | ----- | ---- | ---------------------------------- | ---------- | ------- | -------------------- |
| Wygrana | 2-0    | Patrick Dittrich                | Decyzja (niejednogłośna) | 5     | 3:00 | Tasmanian Fighting Championships 2 | 24.08.2019 | Hobart  |                      |
| Wygrana | 1-0    | Joe Tullo                       | KO                       | 2     | 1:28 | Tasmanian Fighting Championships 1 | 18.05.2019 | Hobart  | Debiut w kickboxingu |